# Lista szkół w Gnieźnie
Lista szkół w Gnieźnie - przedstawia wykaz ośrodków edukacji na wszystkich szczeblach, działających w Gnieźnie. 

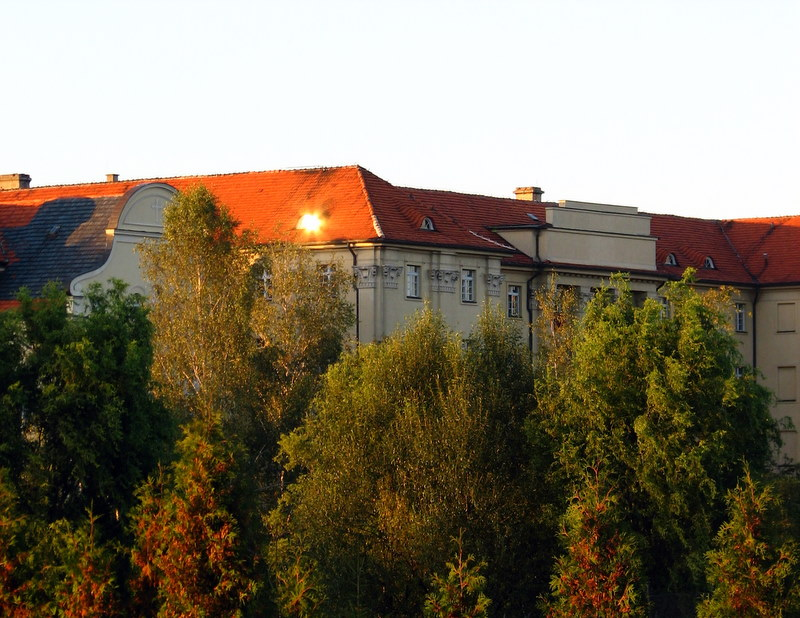
Prymasowskie Wyższe Seminarium Duchowne

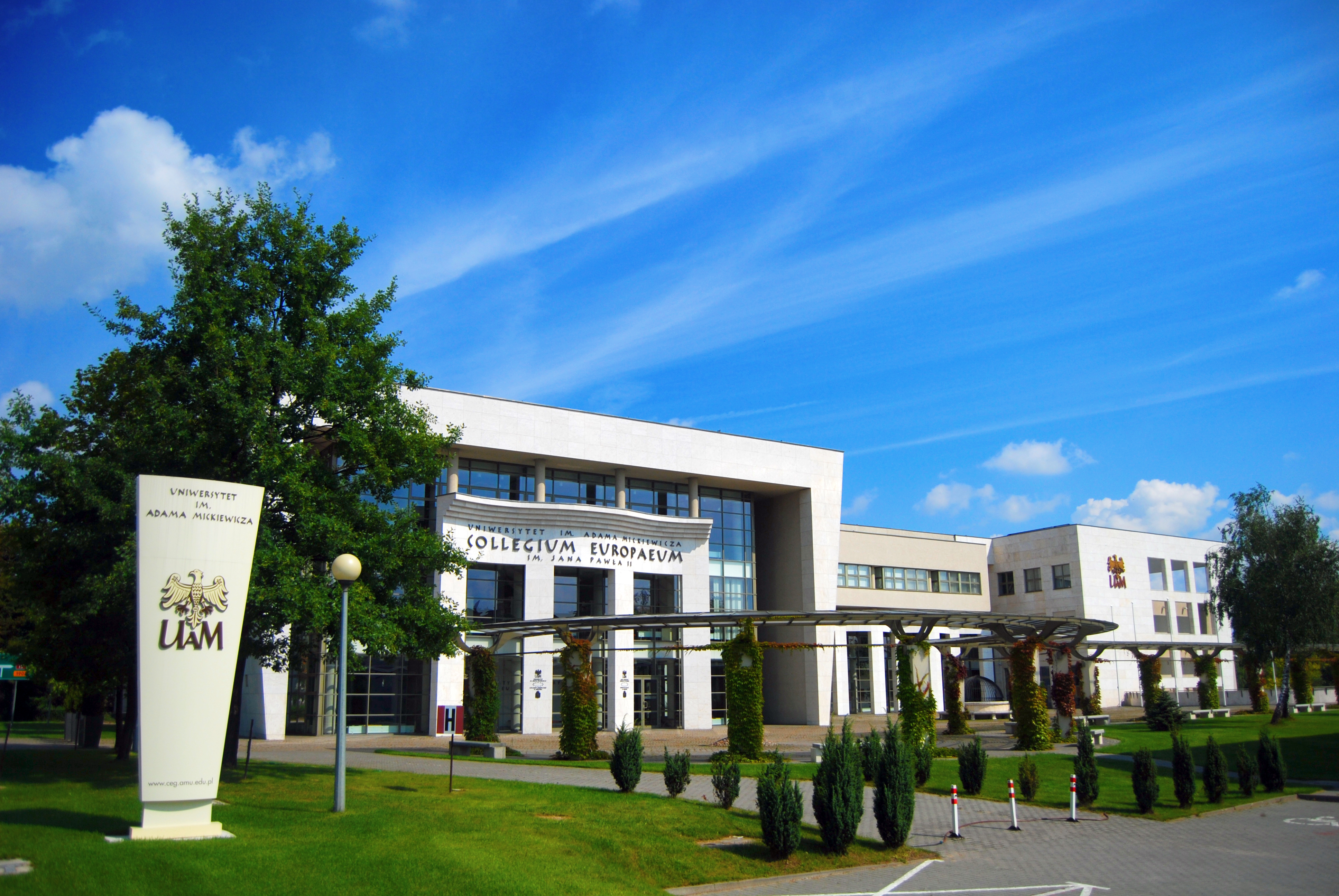
Instytut Kultury Europejskiej (dawne Kolegium Europejskie im. Jana Pawła II)

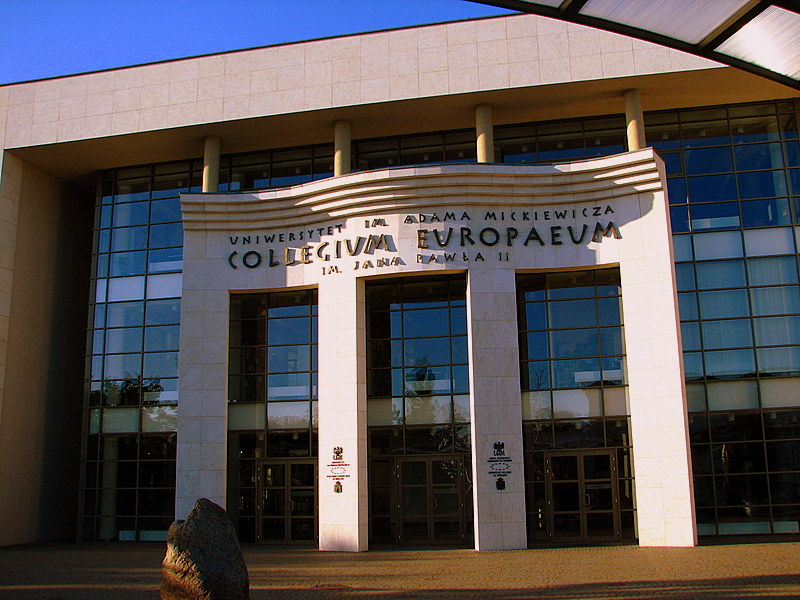
Instytut Kultury Europejskiej

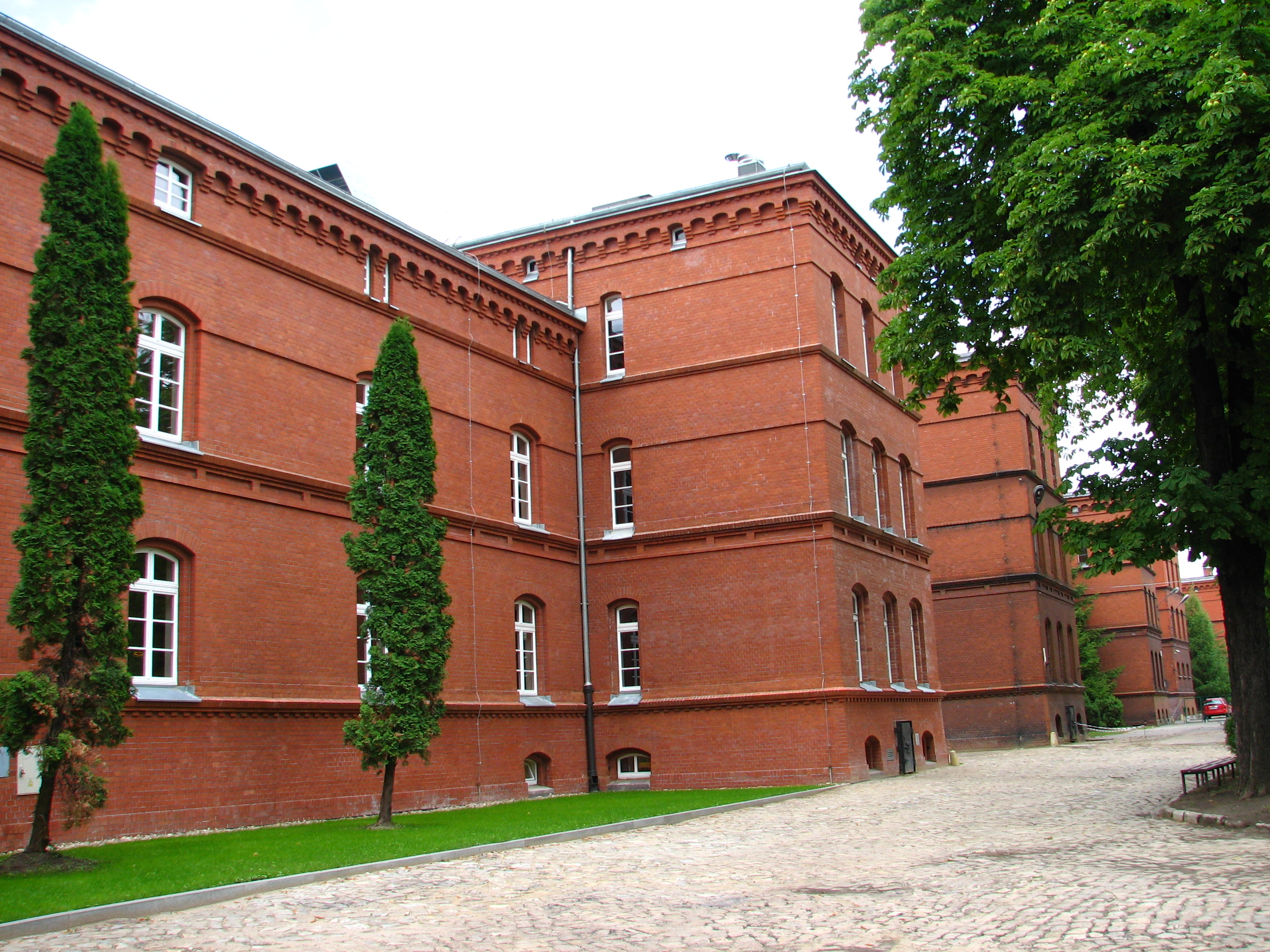
Akademia Nauk Stosowanych im. Hipolita Cegielskiego, ul. Wrzesińska

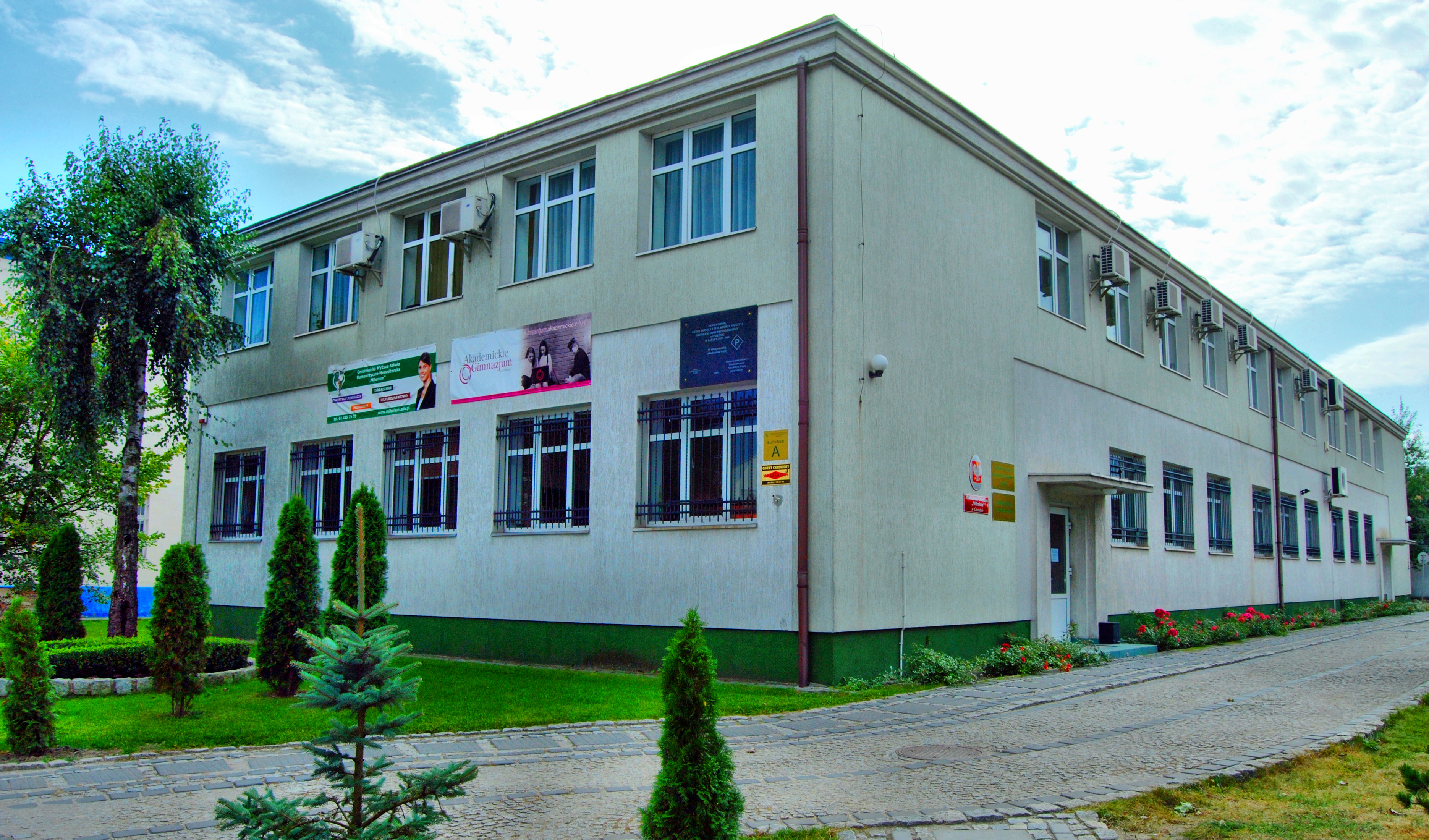
Gnieźnieńska Szkoła Wyższa "Milenium", ul. Okulickiego

## Szkoły podstawowe
| Nazwa                                                 | Patron                              | Rodzaj       | Adres                       |
| ----------------------------------------------------- | ----------------------------------- | ------------ | --------------------------- |
| Szkoła Podstawowa nr 1                                | Zjazd gnieźnieński                  | publiczna    | ul. św. Jana 2A             |
| Szkoła Podstawowa nr 2                                | Mateusz Zabłocki                    | publiczna    | ul. Łubieńskiego 7          |
| Szkoła Podstawowa nr 3                                | Święty Wojciech                     | publiczna    | ul. Czarnieckiego 7         |
| Szkoła Podstawowa nr 5                                | Arkady Fiedler                      | publiczna    | ul. Chrobrego 12A           |
| Szkoła Podstawowa nr 6                                | Henryk Sienkiewicz                  | publiczna    | ul. Żwirki i Wigury 22      |
| Szkoła Podstawowa nr 7                                | Powstańców Wielkopolskich 1918/1919 | publiczna    | ul. Paczkowskiego 13        |
| Szkoła Podstawowa nr 8                                | Mikołaj Kopernik                    | publiczna    | ul. Cymsa 14                |
| Szkoła Podstawowa nr 9                                | Mieszko I                           | publiczna    | ul. Staszica 5              |
| Szkoła Podstawowa nr 10                               | Noblistów Polskich                  | publiczna    | os. Orła Białego 18         |
| Szkoła Podstawowa nr 12                               | Adam Wodziczko                      | publiczna    | os. Kazimierza Wielkiego 33 |
| Zespół Państwowych Szkół Muzycznych                   | Feliks Nowowiejski                  | publiczna    | ul. Mieszka I 20            |
| Szkoła Podstawowa "Rodzice Dzieciom"                  | Stefan Wyszyński                    | niepubliczna | ul. Orzeszkowej 20          |
| Specjalny Ośrodek Szkolno-Wychowawczy nr 1 (SP nr 13) |                                     | publiczna    | ul. Żwirki i Wigury 27      |
| Specjalny Ośrodek Szkolno-Wychowawczy nr 2 (SP nr 14) | Janusz Kusociński                   | publiczna    | ul. Powstańców Wlkp. 16     |
| Prywatna Szkoła Podstawowa "Porkom"                   |                                     | niepubliczna | ul. Gębarzewska 12          |
| Szkoła Podstawowa "Milenium"                          |                                     | niepubliczna | ul. Okulickiego 3A          |
| Językowa Szkoła Podstawowa „Prymus”                   |                                     | niepubliczna | ul. Altyleryjska 1          |

## Szkoły ponadpodstawowe
| Nazwa                                                         | Patron                | Rodzaj       | Adres                 |
| ------------------------------------------------------------- | --------------------- | ------------ | --------------------- |
| Akademickie Liceum Ogólnokształcące "Milenium"                |                       | niepubliczna | ul. Okulickiego 3A    |
| I Liceum Ogólnokształcące (dawniej LO nr 16)                  | Bolesław I Chrobry    | publiczna    | ul. Kostrzewskiego 3  |
| II Liceum Ogólnokształcące (dawniej LO nr 15)                 | Dąbrówka              | publiczna    | ul. Łubieńskiego 3-5  |
| III Liceum Ogólnokształcące (dawniej LO nr 17)                | Jan III Sobieski      | publiczna    | ul. Sobieskiego 20    |
| Szkoła Techniczna "Mundurowa" Zakładu Doskonalenia Zawodowego |                       | niepubliczna | ul. Wrzesińska 43-55  |
| Zespół Szkół Ekonomicznych                                    | Stefan Wyszyński      | publiczna    | ul. Chrobrego 23      |
| Zespół Szkół Ponadpodstawowych nr 3                           |                       | publiczna    | ul. Sienkiewicza 6    |
| Zespół Szkół Przyrodniczo-Usługowych                          | Stanisław Mikołajczyk | publiczna    | ul. Sobieskiego 20    |
| Zespół Szkół Technicznych                                     | Jan Paweł II          | publiczna    | ul. Cieszkowskiego 17 |
| Liceum Ogólnokształcące "Porkom"                              |                       | niepubliczna | ul. Gębarzewska 12    |
| Medyczne Studium Zawodowe                                     | Karol Marcinkowski    | publiczna    | ul. Mieszka I 27      |

## Pozostałe szkoły
| Nazwa                                              | Rodzaj       | Adres              | Internet           |
| -------------------------------------------------- | ------------ | ------------------ | ------------------ |
| Centrum Edukacji Ogólnokształcącej Dla Dorosłych   | niepubliczna | ul. Pocztowa 11    | ceogniezno.home.pl |
| Zespół Szkół Zaocznych                             | niepubliczna | ul. Łubieńskiego 7 |                    |
| Wielkopolski Uniwersytet Oświaty Pozaszkolnej SzOO | niepubliczna | ul. Mieszka I 27   | wuop.pl            |
| Bezpłatne Szkoły "Cosinus" (upr. publicznej)       | niepubliczna | ul. Chrobrego 32   | cosinus.pl         |
| Szkoły Policealne "TEB Edukacja" (upr. publicznej) | niepubliczna | ul. Chrobrego 26   | teb.pl             |

## Szkoły wyższe
| Nazwa                                                                             | Rodzaj       | Adres                                                    |
| --------------------------------------------------------------------------------- | ------------ | -------------------------------------------------------- |
| PWSD (Sekcja Wydziału Teologicznego UAM)                                          | publiczna    | ul. Seminaryjna 2                                        |
| IKE (wydział zamiejscowy UAM)                                                     | publiczna    | ul. Kostrzewskiego 5-7                                   |
| Akademia Nauk Stosowanych im. Hipolita Cegielskiego w Gnieźnie Uczelnia Państwowa | publiczna    | ul. Wyszyńskiego 38, Wrzesińska 43-55, Słowackiego 45-47 |
| GSW "Milenium"                                                                    | niepubliczna | ul. Okulickiego 3A                                       |